# 25.ª Divisão de Infantaria (Estados Unidos)

Insígnia de ombro da 25ª Divisão de Infantaria.

A 25ª Divisão de Infantaria (em inglês:  25th Infantry Division, apelidada de Tropic Lightning, "relâmpago tropical") é uma grande unidade do Exército dos EUA com um efetivo de cerca de 17.000 homens. Está subordinado ao Comando do Pacífico dos EUA (US Pacific Command, PACOM) e está desdobrada em vários locais da região do Pacífico. O general comandante é atualmente o Major-General Joseph A. Ryan. O quartel-general da divisão fica em Schofield Barracks, no Havaí. A divisão participou de todos os conflitos militares dos Estados Unidos no Pacífico e no Sudeste Asiático desde a sua formação em 1941.

## História

### Criação

Localização do Quartel Schofield em Honolulu, na ilha de Oahu, no estado americano do Havaí.

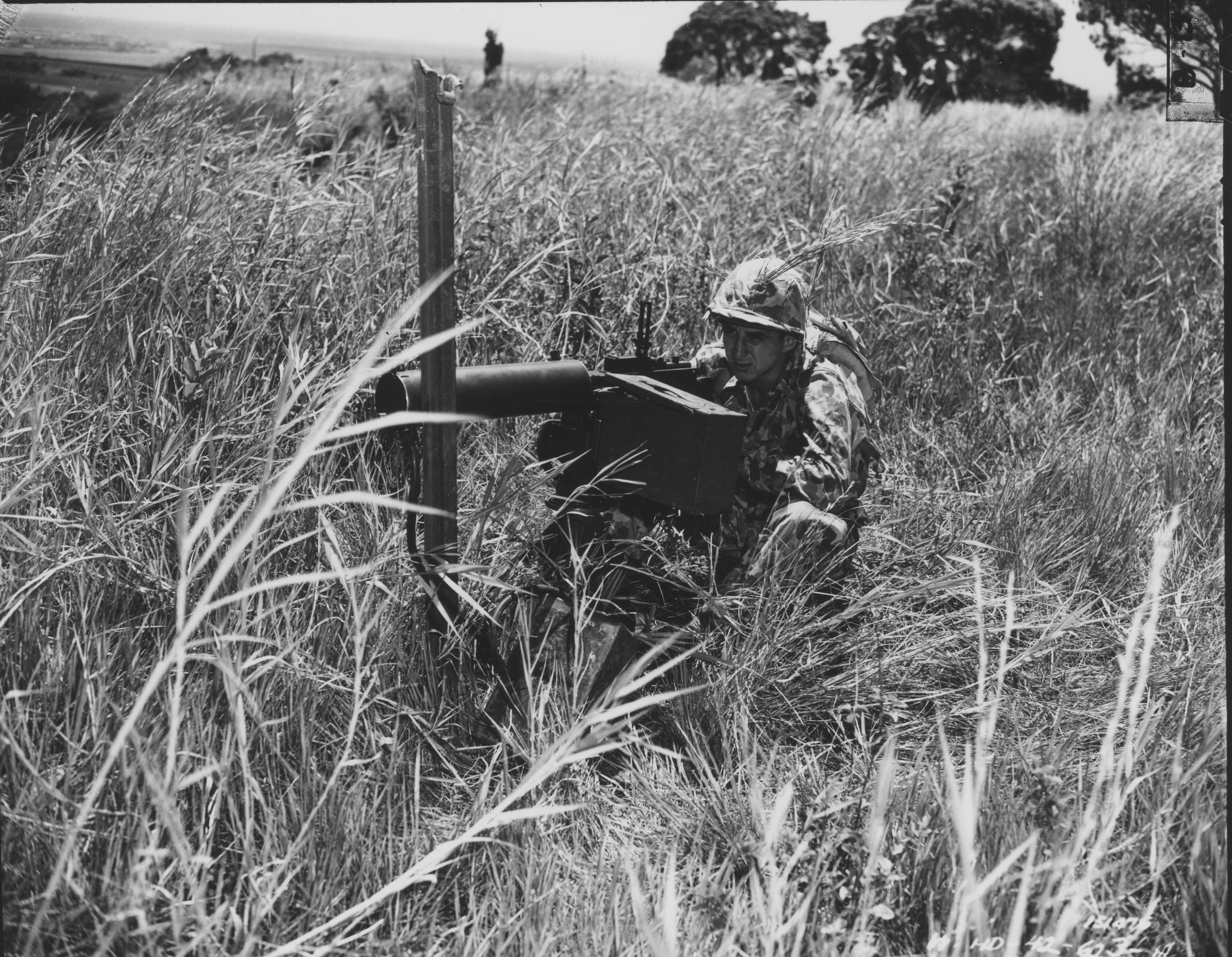
Soldado Julius A. Ziolo, Cia. H, 35º de Inf., demonstra a eficácia dos novos uniformes camuflados.

A divisão foi formada em 1º de outubro de 1941 no Havaí (apenas cerca de dois meses antes do ataque a Pearl Harbor) e existe continuamente desde então. A sua criação fazia parte dos preparativos americanos para a entrada na guerra. Embora ninguém nos círculos governamentais americanos esperasse um ataque surpresa ao Havaí, tornou-se evidente que a Segunda Guerra Mundial também se estenderia à região do Pacífico, porque além do facto do Japão ser uma das potências do Eixo, foi também evidente uma escalada na competição com o Japão pela posição hegemónica na região.

### Segunda Guerra Mundial
A divisão era composta pelas seguintes unidades:
- 27º Regimento de Infantaria
- 35º Regimento de Infantaria
- 298º Regimento de Infantaria
- 161º Regimento de Infantaria
- 34º Regimento de Infantaria
- 8º Batalhão de Artilharia de Campanha
- 64º Batalhão de Artilharia de Campanha
- 89º Batalhão de Artilharia de Campanha
- 90º Batalhão de Artilharia de Campanha (155mm)
- 25ª Companhia de Comunicações
- 725ª Companhia de Material Bélico
- 25ª Companhia de Intendência
- 25ª Tropa de Reconhecimento
- 65º Batalhão de Engenharia
- 25º Batalhão Médico
- 25º Destacamento de Contra-Inteligência

Após o ataque aéreo japonês, que também atingiu o Quartel Schofield, a divisão foi desdobrada perto da costa em antecipação a uma eventual invasão para defender Honolulu e Ewa Point, uma base aérea do Corpo de Fuzileiros Navais dos EUA a oeste de Pearl Harbor.

#### Batalha de Guadalcanal

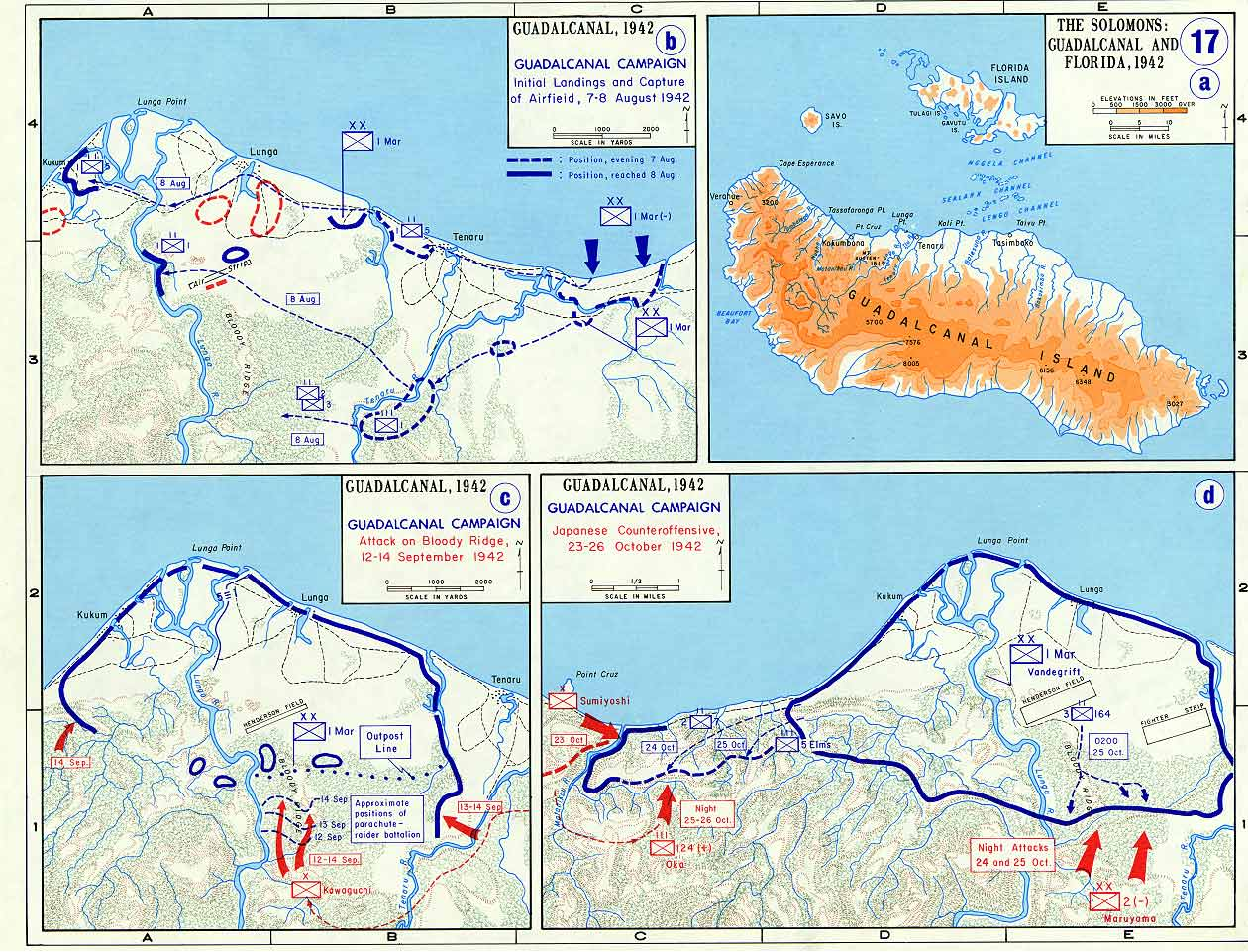
Mapa da Batalha de Guadalcanal, 1943.

Em 1942, o exército japonês construiu um campo de aviação na ilha de Guadalcanal (mais tarde renomeado Henderson Field pelos americanos), o qual teria permitido bombardear a rota marítima entre a Austrália e os Estados Unidos. Portanto, em 7 de agosto de 1942, começou a primeira ofensiva dos EUA na Guerra do Pacífico contra esta ilha estrategicamente importante, a qual inicialmente não teve sucesso.
Em 25 de novembro de 1942, a 25ª Divisão de Infantaria foi transferida para Guadalcanal, a fim de socorrer os fuzileiros navais ali destacados que estavam em apuros perto de Henderson Field e, assim, intervir na Batalha de Guadalcanal. Em 17 de dezembro de 1942, as primeiras unidades chegaram ao rio Tenaru e a divisão participou dos combates como unidade em 10 de janeiro de 1943. Os duros combates, nos quais as forças norte-americanas tiveram inicialmente de se retirar devido ao perigo do cerco japonês, levaram à captura do Cabo Esperança, o ponto mais setentrional da ilha de Guadalcanal, e assim à sua unificação com as unidades da Divisão Americanal. Esta unificação das várias forças americanas pôs fim à resistência organizada das forças japonesas e resultou na sua rendição em 5 de fevereiro de 1943.
Esta primeira vitória foi seguida por um período de descanso durante o qual a divisão foi empregada como guarnição na ilha principal das Ilhas Salomão. Em 21 de julho de 1943, o período de calma terminou quando os primeiros destacamentos avançados desta divisão desembarcaram nas Ilhas da Nova Geórgia como parte da Campanha da Nova Geórgia; o 35º Regimento de Infantaria, parte da Força de Desembarque do Norte, em cooperação com outras unidades, conseguiu desembarcar no dia 15 de setembro na ilha de Vella Lavella. Entretanto, outras unidades conseguiram desembarcar noutros locais do arquipélago da Nova Geórgia, capturar Zieta e, após uma marcha de 19 dias pela selva, capturar o porto de Bairoko. Tropas adicionais limparam a Ilha Arundel em 24 de setembro e a Ilha Kolombangara com o estrategicamente importante Aeroporto de Vila em 6 de outubro. Em 25 de agosto de 1943, a resistência japonesa organizada entrou em colapso e a divisão mudou-se para a Nova Zelândia para se recuperar e mais tarde para a Nova Caledônia para treinamento adicional, onde permaneceu estacionada até 14 de março de 1944.

#### Reconquista das Filipinas

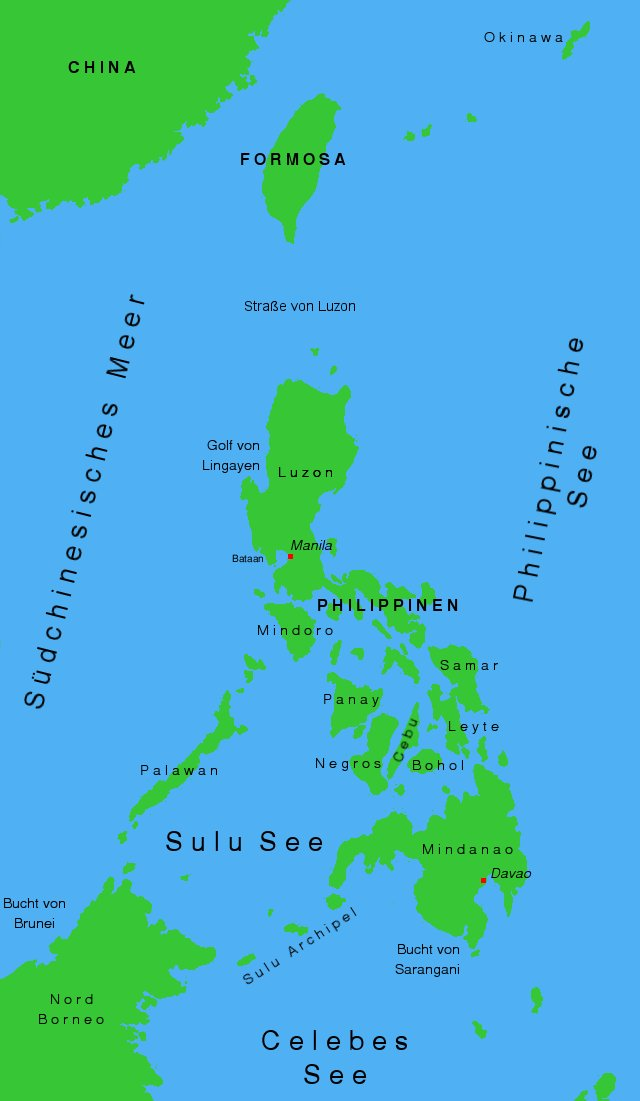
Mapa das Filipinas.

Em 11 de janeiro, a 25ª Divisão de Infantaria desembarcou em San Fabian, na área de Luzon, para intervir na luta pela retomada das Filipinas sob o comando do General Douglas MacArthur. Contornou as planícies de Luzon Central e confrontou as tropas japonesas em Binalonan em 17 de janeiro de 1945, ocupando as cidades de Umingan, Lupao e San José. Ela conseguiu destruir grandes quantidades de armas e equipamentos japoneses perto de Luzon. No dia 21 de fevereiro, começaram as operações na Serra de Caraballo. Apesar da resistência feroz, as cidades de Digdig, Putlan e Kapintalan foram tomadas e o estrategicamente importante passo de Balete foi controlado em 13 de maio, o que abriu o acesso ao Vale de Cagaiã e permitiu a ocupação de San José em 30 de junho de 1945. Em 1º de julho, a divisão mudou-se para Tarlac para atualização e treinamento adicional até ser estacionada no Japão em 20 de setembro, onde serviu como parte da força de ocupação americana por cinco anos.
Em 11 de janeiro, a 25ª Divisão de Infantaria desembarcou em San Fabian, na área de Luzon, para intervir na luta pela retomada das Filipinas sob o comando do General Douglas MacArthur. Contornou as planícies de Luzon Central e confrontou as tropas japonesas em Binalonan em 17 de janeiro de 1945, ocupando as cidades de Umingan, Lupao e San José. Ela conseguiu destruir grandes quantidades de armas e equipamentos japoneses perto de Luzon. No dia 21 de fevereiro, começaram as operações na Serra de Caraballo. Apesar da resistência feroz, as cidades de Digdig, Putlan e Kapintalan foram tomadas e o estrategicamente importante passo de Balete foi controlado em 13 de maio, o que abriu o acesso ao Vale de Cagayan e permitiu a ocupação de San José em 30 de junho de 1945. Em 1º de julho, a divisão mudou-se para Tarlac para reorganização e treinamento adicional até ser estacionada no Japão em 20 de setembro, onde serviu como parte da força de ocupação americana por cinco anos.

### ApelidoTropic Lightning
As operações invulgarmente rápidas realizadas durante o seu desdobramento valeram à divisão o apelido de Tropical Lightning ("Relâmpago Tropical").
Durante a Segunda Guerra Mundial, seis soldados da divisão foram agraciados com a Medalha de Honra, a mais alta condecoração militar dos Estados Unidos.
A 25ª Divisão de Infantaria americana perdeu um total de 5.432 soldados mortos, feridos e desaparecidos durante a Segunda Guerra Mundial.

### Guerra da Coréia
Em 25 de junho de 1950, a guerra eclodiu novamente na Ásia quando o Exército Popular da Coreia cruzou o paralelo 38 e atacou a Coreia do Sul sem declarar guerra. Como parte do Comando das Nações Unidas, a divisão desdobrou-se totalmente na Coreia do Sul de 5 a 18 de julho. Sob o comando do Major-General William B. Kean, ela teve sucesso em sua primeira missão ao impedir o avanço norte-coreano sobre Pusan. Para esta missão, a unidade recebeu sua primeira Menção de Unidade Presidencial da República da Coreia. Mas foram as batalhas que se seguiram que estabeleceram a excelente reputação desta divisão pela excepcional eficácia em combate. Ela participou do rompimento do Perímetro de Pusan e avançou para o território norte-coreano em outubro de 1950. Juntamente com o 89º Juntamente com o 89º Batalhão de Tanques e a Força-Tarefa Dolvin sob o comando do LTG Dolvin, as forças norte-coreanas foram empurradas de volta para o rio Yalu, na fronteira com a República Popular da China, em 24 de novembro. Mas as tropas chinesas, com o “Exército Voluntário” de mais de 300.000 soldados, intervieram nos combates sem serem previamente detectadas, atravessaram a fronteira e repeliram as tropas das Nações Unidas. No entanto, foi conseguida uma retirada condicionalmente ordenada e, em 30 de novembro, a ocupação de posições de recepção na margem sul do rio Ch'ongch'on. Em última análise, esta linha defensiva também caiu face à superioridade sino-norte-coreana. Após novas perdas de território, uma linha de defesa coerente foi estabelecida ao sul de Osan.

Curso da guerra.

Após um mês e meio de planeamento e reorganização, as tropas da ONU lançaram uma ofensiva bem preparada em 15 de janeiro de 1951 e conseguiram recapturar Inchon e a importante pista de pouso da Base Aérea de Kimpo em 10 de fevereiro. Este foi o primeiro de vários outros avanços bem sucedidos que inverteram a maré da guerra a favor das tropas da ONU. A 25ª Divisão de Infantaria conseguiu repelir as tropas inimigas como parte da Operação Ripper ao longo do rio Hangang, o qual formou uma barreira natural entre a Ilha Ganghwado, na foz do rio Imjin, e a cidade de Seul. Esta operação foi seguida na primavera de 1951 pelas Operações Dauntless, Detonate e Piledriver, que levaram as tropas da ONU a ocupar a posição estrategicamente vantajosa do Triângulo de Ferro (em inglês:  Iron Triangle). As primeiras conversações de paz começaram em Kaesŏng no verão de 1951 e durante este período a divisão realizou tarefas de segurança na linha de frente com pequenas batalhas defensivas ocasionais. Este período durou até ao Inverno e terminou quando se tornou evidente que as negociações de paz estavam a fracassar. A 25ª Divisão de Infantaria recebeu então o papel de liderança na renovada ofensiva contra Seul em 5 de maio de 1953.
Em 5 de maio de 1953, a 25ª Divisão regressou à linha, desta vez na extrema esquerda da frente da ONU, perto de Munsan-ni. O setor de divisão estendia-se da península de Kimpo, a noroeste de Seul, até uma área perto de Korangp'o-ri, acima do rio Imjin. Nos últimos dias de maio, um contra-ataque inimigo com quatro batalhões atingiu a direita do setor divisionário. Entre maio e julho de 1953, a divisão repeliu com sucesso outro ataque pesado a Seul, após o qual recebeu uma segunda Menção de Unidade Presidencial da República da Coreia. Os postos avançados na área mudaram de mãos várias vezes durante dois dispendiosos dias de batalha, até que a divisão recebeu ordem de abandonar as colinas avançadas para evitar mais baixas. Em 8 de julho, a 25ª DI foi substituída pela 1ª Divisão de Fuzileiros Navais americana e entrou na reserva, onde permaneceu quando o Armistício de Panmunjom entrou em vigor em 27 de julho de 1953. A divisão foi transferida para o Campo Casey e colocada em status de reserva.
Durante a Guerra da Coreia, a Brigada Turca esteve subordinada à 25ª Divisão de Infantaria.
Durante a Guerra da Coreia, 14 soldados da divisão receberam a Medalha de Honra.
Isso fez da 25ª DI a unidade de combate mais condecorada da Guerra da Coréia.
A divisão inicialmente permaneceu na Coreia até ser transferida de volta para o Havaí no outono de 1954, após uma ausência de mais de doze anos.

### Vietnã
Na primavera de 1963, 100 artilheiros de helicóptero foram transferidos do Havaí para o Vietnã do Sul a pedido do Comando de Assistência Militar do Vietnã (MACV). Em agosto de 1965, outra unidade da 25ª Divisão de Infantaria foi enviada para o conflito do Vietnã quando a 3ª Companhia, 65º Batalhão de Engenharia, foi designada ao Vietnã do Sul para auxiliar na construção do porto na Baía de Cam Ranh. Em meados de 1965, um total de 2.200 militares desta divisão foram destacados para o teatro de guerra vietnamita.
Em meados de 1965, uma brigada inteira da Tropic Lightning com mais de 4.000 homens e 9.000 toneladas de equipamento foi enviada para uma área de combate histórica, diretamente da Base Conjunta Pearl Harbor-Hickam, em Honolulu, como parte do maior e mais longo desdobramento aéreo até a data (Operação Blue Light, "Luz Azul") no setor noroeste do Vietnã do Sul.
Esta brigada começou a estabelecer uma base divisional principal nas terras altas centrais perto de Plei Ku em 24 de dezembro de 1964, que serviria como ponto de partida para todas as operações e desdobramentos subsequentes. Em meados de janeiro de 1965, o transporte foi concluído e deu ao MACV novas opções em seu planejamento militar.

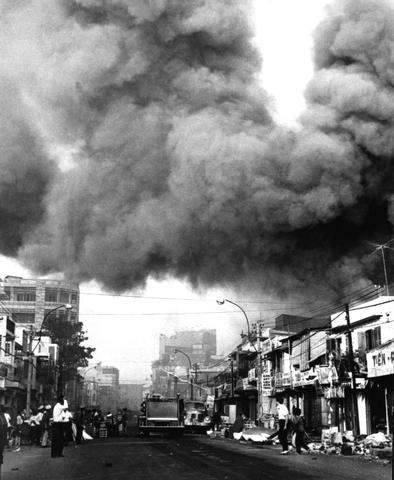
Saigon durante a Ofensiva do Tet.

Entre 1966 e 1971, esta divisão esteve envolvida em combates intensos em todo o Sudeste Asiático.
Durante a Ofensiva do Tet executada pelos vietcongues, de 1968 a 1969, a 25ª Divisão de infantaria esteve envolvida na defesa da capital sul-vietnamita sitiada de Sàigòn. Devido aos seus sucessos particulares na batalha defensiva em cooperação com os aliados sul-vietnamitas, a Tropic Lightning foi então retirada das operações de combate convencionais e utilizada principalmente no chamado programa de vietnamização (Doutrina Nixon) - a transferência gradual da responsabilidade militar para o Exército da República do Vietnã -, com a 25ª Divisão de Infantaria assumindo funções de treinamento e atuando como órgão de ligação militar.
Isso os levou, junto com outras unidades do Comando de Operações Especiais do MACV, ao interior do Camboja em uma operação secreta de maio a junho de 1970. O objetivo da operação era evitar que os vietcongues se infiltrassem no Vietname do Sul, perturbando as suas áreas de retirada e interrompendo as suas rotas de abastecimento (partes da Trilha Ho Chi Minh). A operação conseguiu interromper gravemente os suprimentos do vietcongue e capturar grandes quantidades de suprimentos e armas.
Após seu retorno ao Vietnã do Sul, a divisão continuou sua missão no programa de vietnamização até o final de 1970.
No início de 1971 começou a retirada da divisão de volta ao Havaí. A 2ª Brigada de Infantaria foi a última unidade da Tropic Lightning a chegar ao Quartel Schofield em Oahu, no Havaí, no início de maio de 1971.
Durante a Guerra do Vietnã, 22 soldados da Divisão Tropic Lightning receberam a Medalha de Honra.
As perdas da 25ª DI totalizaram 4.561 mortos na Guerra do Vietnã.

### Reorganização como infantaria leve
Uma das consequências da Guerra do Vietname, entre muitas outras, foi uma desmobilização geral das forças armadas que foi muito além do desarmamento normal do pós-guerra. Pelo contrário, foi também uma expressão de uma mudança na direção política, que sob Gerald Ford ainda era impulsionada economicamente pela recessão, mas depois que Jimmy Carter assumiu o cargo também foi política, e ele se voltou mais para questões políticas internas.
Nesta fase a divisão foi reduzida a uma brigada com cerca de 4.000 homens. Em março de 1972 foi novamente reativada, aumentado com uma segunda brigada e novamente equilibrada com a incorporação de uma (terceira) brigada da Guarda Nacional do Exército, que trouxe consigo as seguintes unidades, o 2º Batalhão do 299º Infantaria da Guarda Nacional do Exército do Havaí, 100º Batalhão do 442º Regimento de Infantaria da Reserva do Exército dos EUA e o 1º Batalhão do 184º Regimento de Infantaria da Reserva do Exército. Ao longo dos anos seguintes, a divisão reabastecida experimentou diferentes conceitos operacionais, com diferentes composições de unidades de combate individuais e participou em manobras conjuntas com as Forças Armadas das Ilhas Fiji e no grande exercício anual com as Forças Armadas da Coreia do Sul.
Em 1985, a divisão começou a ser reorganizada de divisão regular para divisão de infantaria leve depois que a situação política mudou fundamentalmente desde que Ronald Reagan assumiu o cargo e o orçamento de defesa aumentou significativamente desde então.
As quatro principais características de uma infantaria leve do Exército eram a flexibilidade operacional, o rápido desdobramento, a elevada prontidão para o combate e a adaptação ideal às características geográficas da bacia do Pacífico. Uma terceira brigada de infantaria foi formada e cada brigada recebeu um batalhão de artilharia para fornecer apoio de fogo direto. Além disso, as unidades de aviação do exército foram aumentados para o tamanho de uma brigada. A 25ª Divisão de Infantaria alcançou plena prontidão operacional em outubro de 1986, quando a reestruturação da divisão foi concluída.
O conceito de infantaria leve inclui o conceito operacional clássico que as tropas aerotransportadas e as forças de operações especiais também seguem. Sendo uma unidade de desdobramento rápido, são frequentemente as primeiras tropas na frente e normalmente têm de manter a posição contra um inimigo superior até que os reforços com armas pesadas possa ser trazido ao local. Isto impõe exigências crescentes ao nível de treinamento dessas tropas, que anteriormente teriam sido chamadas de unidades de elite, mas cujo adjetivo é evitado de acordo com a dicção oficial do Exército. Isto levou a uma expansão e intensificação do treinamento e a uma maior densidade de exercícios.
Em 1988, o 1º Batalhão tornou-se a primeira unidade Tropical Lightning a passar por um ciclo de treinamento no Joint Readiness Training Center, em Fort Polk, na Louisiana. Este centro de treinamento é o mais moderno centro de treinamento de armas combinadas para combate de infantaria e combate aproximado, guerra urbana e combate em ambientes confinados, das forças armadas dos EUA.
Um programa regular de manobras com exercícios combinados e cruzados na Tailândia (Cobra Gold), na Austrália (Kangaroo) e no Japão (Orient Shield) e nas Filipinas levou a uma melhoria considerável no nível de treinamento e, portanto, na eficácia de combate. No entanto, o exercício anual em grande escala na Coreia, denominado Operação Team Spirit, continua a ser a manobra mais importante do ano, envolvendo mais de metade da divisão.

### A Guerra do Golfo

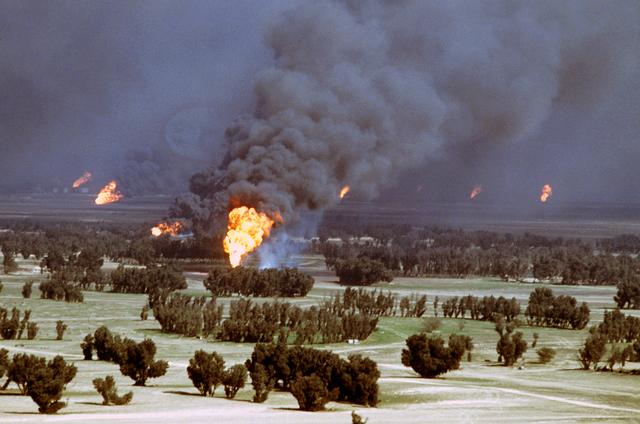
Campo de petróleo incendiado por soldados iraquianos em março de 1991.

Devido ao seu papel como força de reação rápida do PACOM e à escalada da situação política com a Coreia do Norte, muito poucas unidades estiveram envolvidas na Operação Tempestade no Deserto. No entanto, três pelotões, o primeiro de cada companhia do 4º Batalhão do 27º Regimento de Infantaria (Wolfhounds), realocado para a Arábia Saudita e subordinado ao Comando Central dos EUA (CENTCOM). Originalmente concebidos apenas como reserva, foram designados pelo vice-comandante do 3º Exército dos EUA para proteger o quartel-general avançado do exército no Kuwait devido ao seu alto nível de treinamento em guerra no deserto. Nessa função, eles não apenas garantiram o posto de comando, mas também estiveram envolvidos na manutenção da ordem pública e na remoção de minas. O primeiro pelotão foi então destacado desta tarefa e, juntamente com a Força Delta, forneceu a proteção militar e pessoal do General Norman Schwarzkopf durante toda a campanha até o acordo de cessar-fogo em 1º de março de 1991. Em 20 de março, os três pelotões retornaram à base do Exército no Havaí sem baixas.

### Operações e reestruturação
No início de janeiro de 1995, a Tropic Lightning participou da Operação Uphold Democracy, a invasão do Haiti pelos EUA, com força de brigada (aproximadamente 3.900 homens). Após a conclusão bem sucedida, a maioria das tropas destacadas regressou à sua base, mas um contingente de aproximadamente 500 homens da 2ª Brigada permaneceu no local como parte da Força das Nações Unidas para garantir a paz. Naquele mesmo ano, uma brigada aerotransportada foi formada em Fort Richardson, no Alasca, e colocada sob a quarta brigada da 25ª Divisão de Infantaria. Foi desdobrada no Iraque em 2006 para estabilizar o país como parte da Operação Iraqi Freedom.

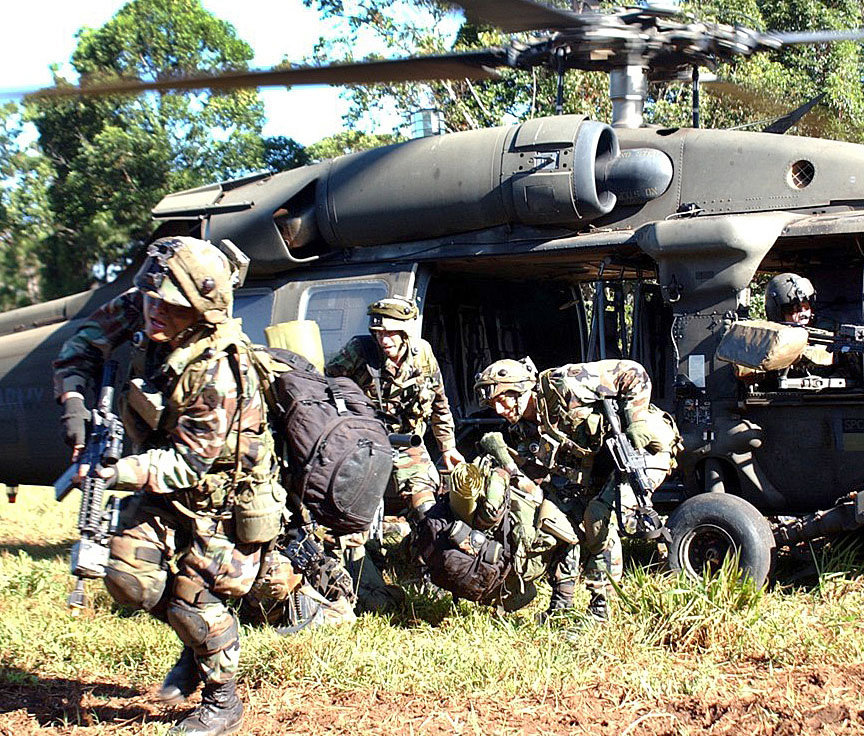
Soldados da 25ª Divisão de Infantaria durante um exercício.

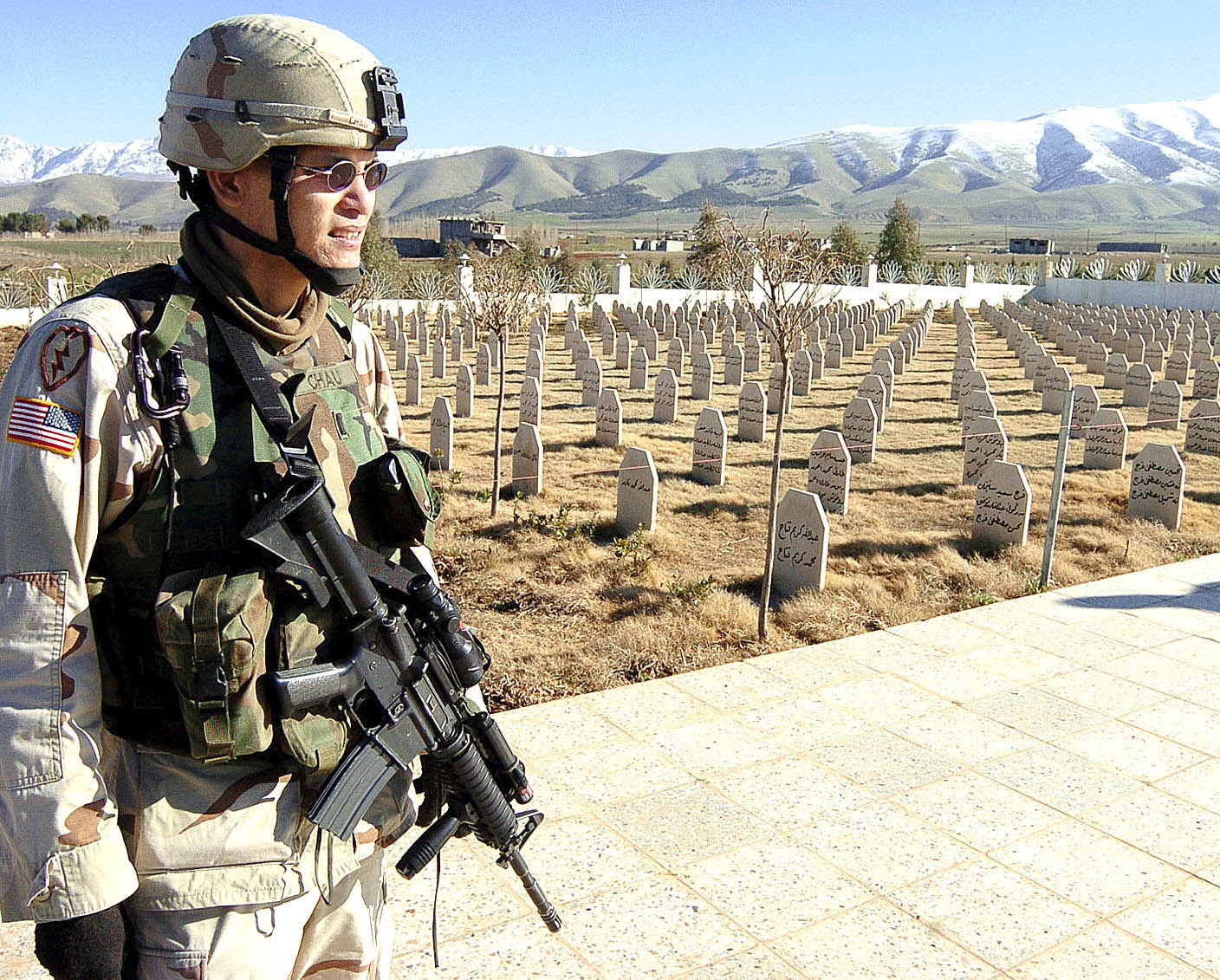
Um soldado da divisão em Halabja, no Iraque.

Em 1995, a primeira brigada, incluindo seus componentes de apoio, foi realocada e desmobilizada para Fort Lewis, em Washington, mas foi posteriormente reativada e colocada sob a Tropic Lightning. Até então, a 25ª Divisão de Infantaria era a única divisão do Exército que nunca esteve parcialmente estacionada no território continental dos Estados Unidos (CONUS).
De abril a setembro de 2002, um batalhão da 25ª Divisão de Infantaria, com aproximadamente 1.000 homens, foi designado para o Comando Europeu dos EUA (EUCOM) para apoiar as operações de manutenção da paz na Bósnia-Herzegovina. Como parte da Força de Estabilização IX, foi usado para desminagem, reconstrução e destruição de armas. Um total de 849 fuzis, 182 metralhadoras, 187 lançadores de foguetes e 389 mil cartuchos de munição foram confiscados e inutilizados durante a operação.
A 25ª Divisão de Infantaria não participou da Guerra do Iraque de 2003 e da guerra no Afeganistão como uma unidade unificada. Apenas algumas unidades menores desta unidade estavam subordinadas à 3ª Divisão de Infantaria operando no Iraque e no Afeganistão e à 101ª Divisão Aerotransportada em 2003 durante a Operação Iraqi Freedom, a chamada Guerra ao Terror.

### Operação Liberdade do Iraque
A 2ª Brigada foi enviada ao Iraque em janeiro de 2004 em apoio à Operação Iraqi Freedom II e foi designada para a 1ª Divisão de Infantaria. Os cinco batalhões da brigada (1-14 Infantaria, 1-21 Infantaria, 1-27 Infantaria, 2-11 Artilharia de Campanha e 225º Batalhão de Apoio) foram divididos nas chamadas forças-tarefa e realizaram operações de segurança e estabilização dentro e ao redor de Kirkuk. A brigada foi premiada com a Comenda Meritória de Unidade por seus serviços no Iraque. Em fevereiro de 2005, a brigada retornou ao Havaí e iniciou sua transformação de uma brigada de infantaria leve em uma Equipe de Combate de Brigada Stryker (Stryker Brigade Combat Team, SBCT), uma brigada blindada leve mobilizável pelo ar totalmente equipada com blindados sobre rodas Stryker.
Depois de completar a sua transformação numa Equipa de Combate da Brigada Stryker, a 1ª Brigada foi enviada para o Iraque em outubro de 2004 em apoio à Operação Iraqi Freedom III e foi enviada para Mossul, no norte do Iraque. Por seu desdobramento de 12 meses, a brigada e seus batalhões subordinados receberam o Prêmio de Unidade Valorosa. Em setembro de 2005, a brigada retornou a Fort Lewis e foi redesignada como 2º Regimento de Cavalaria (SBCT) em 1º de junho de 2006 e realocada para Vilseck, na Baviera, enquanto a 172ª Brigada de Infantaria foi renomeada como 1º Regimento de Cavalaria (SBCT) em 16 de dezembro de 2006. A Equipe de Combate de Brigada (Stryker) foi readmitida em Fort Wainwright, no Alasca.
Em julho de 2006, o quartel-general da divisão, a 25ª Brigada de Aviação do Exército e a 3ª "Equipe de Combate de Brigada "Bronco" participaria da Operação Iraqi Freedom 06-08 no norte do Iraque. A 3ª Brigada foi designada para Kirkuk como área de operações e estava estacionada na Base Operacional Avançada Warrior. Após 15 meses de desdobramento, a brigada retornou ao Quartel Schofield, no Havaí, em outubro de 2007. O quartel-general da divisão e a 25ª Brigada de Aviação do Exército eram os principais elementos da Divisão Multinacional-Norte e estavam estacionados em Tikrit no FOB Spiecher e eram responsáveis por todo o norte do Iraque. Eles também retornaram ao Havaí após uma turnê bem-sucedida, após 15 meses no Iraque.
Depois de reativar a 4ª Equipe de Combate de Brigada Spartan (Aerotransportada) em Fort Richardson, no Alasca, em 16 de julho de 2005, a brigada foi enviada ao Iraque em outubro de 2006 em apoio à Operação Iraqi Freedom 06-08. A “Brigada Espartana” permaneceu no Iraque durante 15 meses, principalmente nas províncias de Babil, Karbala e Najaf, embora partes também tenham sido destacadas na província de Ambar e em Bagdá sob o comando da Divisão Multinacional-Bagdá. A brigada também treinou as forças de segurança iraquianas e fez parte da reserva tática da 1ª Divisão de Cavalaria e da 3ª Divisão de Infantaria americanas (ambas unidades da Força Multinacional do Iraque). A brigada retornou a Fort Richardson em dezembro de 2007 com 53 soldados mortos durante o desdobramento.
Em novembro de 2007, depois que a 2ª Brigada foi reorganizada em uma Equipe de Combate de Brigada Stryker, ela foi transferida para o Iraque sob o comando da Divisão Multinacional-Bagdá. Do acampamento Taji, a brigada monitorou o noroeste de Bagdá. Em fevereiro de 2009, a brigada retornou ao Quartel Schofield, no Havaí.
No outono de 2008, grande parte da divisão mudou-se para o Iraque em apoio à Operação Iraqi Freedom 08-10. Em setembro de 2008, a 1ª Equipe de Combate de Brigada Stryker (Arctic Wolves) mudou-se de Fort Wainwright, no Alasca, para o Armazém da Base Operacional Avançada no Iraque e foi responsável pela Província de Diala. A 3ª Brigada de Combate “Bronco” e o Quartel-General da Divisão seguiram em outubro de 2008 para um desdobramento de 12 meses no norte do Iraque.

### Operação Liberdade Duradoura
O quartel-general da divisão e a 3ª Brigada "Bronco" foram enviados ao Afeganistão em março de 2004. Enquanto o quartel-general da divisão estava estacionado em Bagram como elemento do estado-maior da JTF 180, a 3ª Brigada foi dividida nas chamadas forças-tarefa e estacionada no Aeroporto de Kandahar, responsável pela segurança na área do Comando Regional Sul. A primeira unidade foi o 2º Batalhão, 74º Regimento de Infantaria (Wolfhounds). Ela estava acompanhada pela 2ª Bateria do 3º Batalhão do 7º Regimento de Artilharia de Campanha. As unidades foram destacadas pela primeira vez em 9 de outubro de 2004, na província particularmente insegura de Paktika, no sudeste do Afeganistão, na fronteira com o Paquistão. A sua missão era combater o Talibã e a Al-Qaeda na confusa e montanhosa região fronteiriça com o Paquistão, como parte de uma guerra de guerrilha. Após 12 meses, a brigada voltou para o Havaí em abril de 2005.
Em fevereiro de 2009, a 4ª Equipe de Combate de Brigada "Spartan" (Aerotransportada) de Fort Richardson, no Alasca, recebeu ordens de fazer todos os preparativos para um desdobramento como parte da Operação Enduring Freedom. A brigada então mudou-se para o teatro de operações no Afeganistão em março.

## Ordem de batalha
A divisão representa o núcleo das forças terrestres do Comando do Pacífico do Exército dos EUA e é responsável por fazer cumprir a geoestratégia americana dentro da área de responsabilidade do comando regional do Comando do Pacífico (PACOM) na região Ásia-Pacífico. Isso inclui a defesa do Alasca, onde uma Equipe de Combate de Brigada Stryker (SBCT) e uma Equipe de Combate de Brigada de Infantaria (IBCT) (Aerotransportada) da divisão estão permanentemente estacionadas. Embora o 8º Exército das Forças dos EUA na Coreia seja responsável pela Coreia, a divisão pode apoiá-los, se necessário.

## Organização

Organograma da 25ª Divisão de Infantaria.

A 25ª Divisão de Infantaria consiste nas seguintes unidades:
Brigadas de combate
- 2ª Equipe de Combate de Brigada de Infantaria, Warriors, estacionado no Quartel Schofield, Havaí.
  - Companhia do QG
  - 1º Batalhão do 21º Regimento de Infantaria
  - 1º Batalhão do 27º Regimento de Infantaria
  - 1º Batalhão, 151º Regimento de Infantaria, Guarda Nacional do Exército de Indiana
  - 2º Esquadrão, 14º Regimento de Cavalaria Blindada
  - 2º Batalhão, 11º Regimento de Artilharia de Campanha
  - 65º Batalhão de Engenharia de Brigada
  - 225º Batalhão de Apoio
- 3ª Equipe de Combate de Brigada de Infantaria, Bronco, estacionada no Quartel Schofield, Havaí.
  - Companhia do QG
  - 2º Batalhão, 27º Regimento de Infantaria Wolfhounds
  - 2º Batalhão, 35º Regimento de Infantaria Cacti
  - 100º Batalhão, 442º Regimento de Infantaria, Reserva do Exército
  - 3º Esquadrão, 4º Regimento de Cavalaria
  - 3º Batalhão, 7º Regimento de Artilharia de Campanha
  - 29º Batalhão de Engenharia de Brigada
  - 325º Batalhão de Apoio

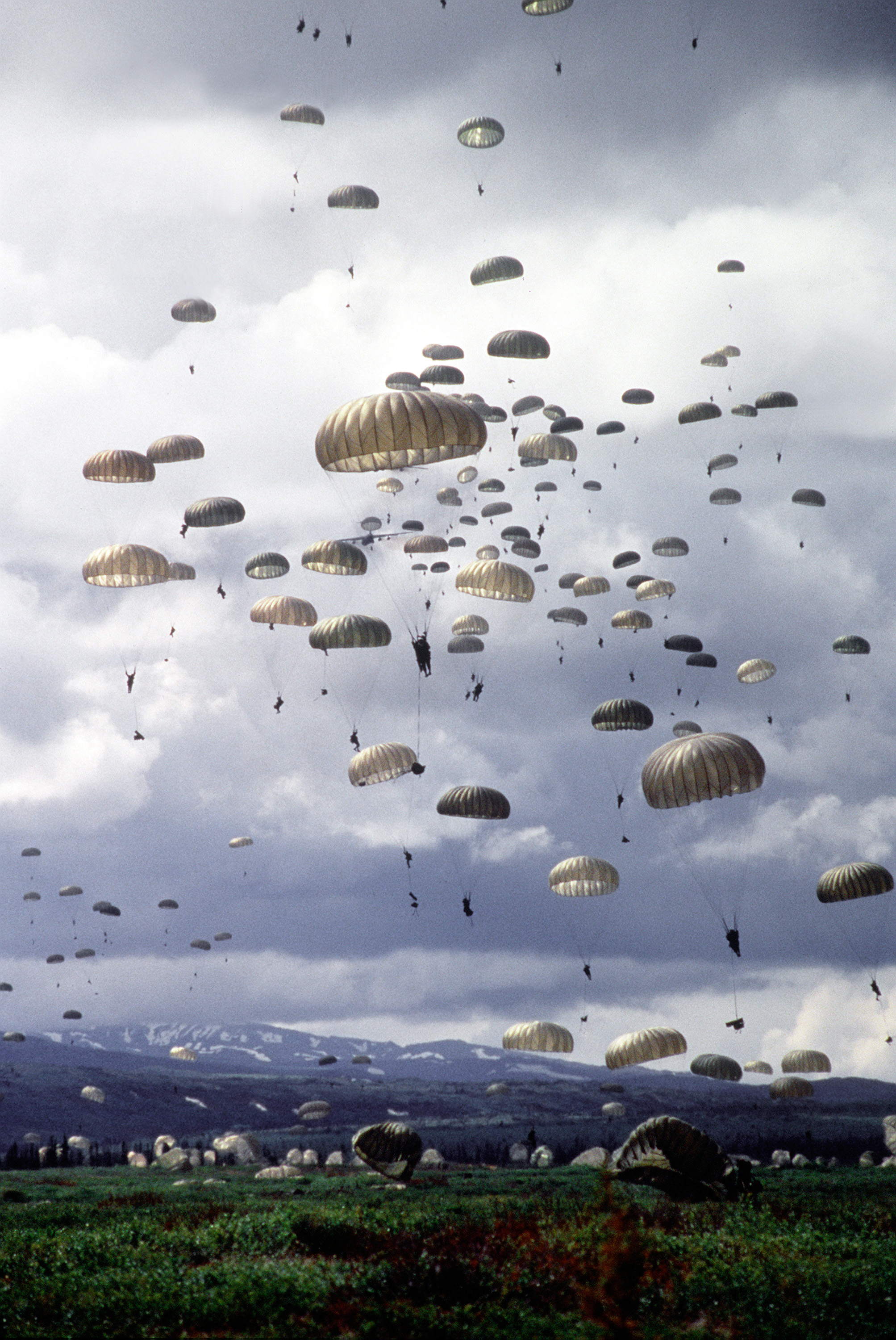
Exercício do 501º Regimento de Infantaria Paraquedista no Alasca.

- Artilharia da 25ª Divisão de Infantaria
  - Companhia QG
- 25ª Brigada de Aviação de Combate,[12] Brigada de Aviação do Exército, estacionada no Wheeler Army Air Field, Oʻahu, Havaí.
  - Companhia de Estado-Maior da Brigada de Aviação de Combate
  - 2º Esquadrão, 6º Regimento de Cavalaria
  - 1º Batalhão, 25º Regimento de Aviação
  - 2º Batalhão, 25º Regimento de Aviação
  - 3º Batalhão, 25º Regimento de Aviação
  - 209º Batalhão de Apoio à Aviação
- Brigada de Sustentação da 25ª Divisão de Infantaria
  - Companhia QG
  - 25º Batalhão de Tropas Especiais
  - 524º Batalhão de Apoio ao Combate

Quartel-General das Tropas
- Quartel-General, 25ª DI, estacionado no Quartel Schofield, no Havaí.
  -  25º Batalhão de Tropas Especiais

## Distintivo
Dado que a 25ª Divisão de Infantaria tem uma tradição relativamente jovem em comparação com unidades semelhantes, o nível de conhecimento dos seus distintivos é bastante limitado.

### Insígnia de ombro
- Descrição: Uma folha de taro vermelha com 7,30cm de altura e 5,08cm no ponto mais largo, com uma borda amarela emoldurada e um raio amarelo no meio com 4,6cm de altura.
- Simbolismo: A folha de taro é a característica distintiva da herança havaiana da 25ª Divisão de Infantaria, enquanto o raio representa a forma especial de resolver as tarefas que lhe são atribuídas.
- História: A insígnia de ombro foi oficialmente aprovada em 25 de setembro de 1944.

### Emblema da unidade
- Descrição: No centro de um vulcão em erupção que emite uma nuvem dourada está um raio vertical que se divide em uma metade superior vermelha e uma metade inferior dourada. O conjunto é delimitado nas laterais por um par de folhas verdes de palmeira, que se cruzam na parte inferior central e margeiam a nuvem em ambos os lados na parte superior.
- Simbolismo: O relâmpago e as folhas de palmeira adotados no insígnia do ombro têm como objetivo fornecer uma referência ao apelido Tropic Lightning. O vulcão em erupção é a referência ao Havaí como base e localização.
- História:A insígnia da unidade foi oficialmente aprovada em 21 de abril de 1965. Foi melhorado novamente em 18 de maio de 1972 para melhor refletir o apelido da divisão.[13]

## Liderança e lista de comandantes

### Grupo de Comando
Em 2010, o Grupo de Comando do Estado-Maior divisionário era composto pelo comandante major-general Bernard S. Champoux, pelo Coronel Bradley A. Becker (logística), pelo Brigadeiro-General Paul J. LaCamera (operações), pelo chefe do Estado-Maior Coronel Bjarne M. Iverson e pelo Sargento-mor de Comando Frank M. Leota. Em 2021, o General Joseph A. Ryan passou a ser o comandante geral da unidade, sendo substituído pelo General Marcus Evans em 2023.

### Lista de comandantes
| Nº  | Nome                                    | Início | Fim   |
| --- | --------------------------------------- | ------ | ----- |
| 52. | Major-General Marcus S. Evans           | 2023   |       |
| 51. | Major-General Joseph A. Ryan            | 2021   | 2023  |
| 50. | Major-General James B. Jarrard          | 2019   | 2021  |
| 49. | Major-General Ronald P. Clark           | 2018   | 2019  |
| 48. | Major-General Christopher G. Cavoli     | 2016   | 2018  |
| 47. | Major-General Charles A. Flynn          | 2014   | 2016  |
| 46. | Major-General W. Kurt Fuller            | 2012   | 2014  |
| 45. | Major-General Bernard S. Champoux       | 2010   | 2012- |
| 44. | Major-General Robert L. Caslen          | 2008   | 2009  |
| 43. | Major-General Benjamin R. Mixon         | 2005   | 2008  |
| 42  | Major-General Eric T. Olson             | 2002   | 2005  |
| 41. | Major-General James Dubik               | 2000   | 2002  |
| 40. | Major-General William E. Ward           | 1999   | 2000  |
| 39. | Major-General James T. Hill             | 1997   | 1999  |
| 38. | Major-General John J. Maher             | 1995   | 1997  |
| 37. | Major-General George A. Fisher          | 1993   | 1995  |
| 36. | Major-General Robert L. Ord III.        | 1992   | 1993  |
| 35. | Major-General Fred A. Gorden            | 1990   | 1992  |
| 34. | Major-General Charles P. Otstott        | 1988   | 1990  |
| 33. | Major-General James W. Crysel           | 1986   | 1988  |
| 32. | Major-General Claude M. Kicklighter     | 1984   | 1986  |
| 31. | Major-General William H. Schneider      | 1982   | 1984  |
| 30. | Major-Generall Alexander Weyand         | 1980   | 1982  |
| 29. | Major-General Otis C. Lynn              | 1978   | 1980  |
| 28. | Major-General Willard Warren Scott, Jr. | 1976   | 1978  |
| 27. | Major-General Harry W. Brooks, Jr.      | 1974   | 1976  |
| 26. | Major-General Robert N. Mackinnon       | 1972   | 1974  |
| 25. | Major-General Thomas W. Mellen          | 1971   | 1972  |
| 24. | Major-General Ben Sternberg             | 1971   | 1971  |
| 23. | Major General Edward Bautz, Jr.         | 1970   | 1971  |
| 22. | Major-General Harris W. Hollis          | 1969   | 1970  |
| 21. | Major-General Ellis W. Williamson       | 1968   | 1969  |
| 20. | Major-General F. K. Mearns              | 1967   | 1968  |
| 19. | Major-General John C. F. Tillson        | 1967   | 1967  |
| 18. | Major-General Frederick C. Weyand       | 1964   | 1967  |
| 17. | Major-General Andrew J. Boyle           | 1963   | 1964  |
| 16. | Major-General Ernest F. Easterbrook     | 1962   | 1963  |
| 15. | Major General James L. Richardson       | 1961   | 1962  |
| 14. | Major-General Jonathan O. Seaman        | 1960   | 1960  |
| 13. | Major-General John E. Theimer           | 1958   | 1960  |
| 12. | Major-General Archibald W. Stuart       | 1957   | 1958  |
| 11. | Major-General Edwin J. Messinger        | 1956   | 1957  |
| 10. | Major-General Herbert B. Powell         | 1954   | 1956  |
| 9.  | Major-General Leslie D. Carter          | 1954   | 1954  |
| 8.  | Major-General Halley G. Maddox          | 1953   | 1954  |
| 7.  | Major-General Samuel T. Williams        | 1952   | 1953  |
| 6.  | Major-General Ira P. Swift              | 1951   | 1952  |
| 5.  | Major-General Joseph S. Bradley         | 1951   | 1951  |
| 4.  | Major-General William B. Kean           | 1948   | 1951  |
| 3.  | Major-General Charles L. Mullins        | 1943   | 1948  |
| 2.  | Major-General J. Lawton Collins         | 1942   | 1943  |
| 1.  | Major-General Maxwell Murray            | 1941   | 1942  |

## Na cultura popular
- No filme Platoon, do diretor Oliver Stone, a unidade fictícia usa nos ombros a insígnia da 25ª Divisão de Infantaria. O próprio Stone serviu com a 25ª no Vietnã, sendo ferido duas vezes e condecorado com a  Estrela de Bronze e a Cruz de Galanteria sul-vietnamita.[18]
- O emblema do ombro é chamado de The Electric Chili Pepper ("pimenta picante elétrica") por causa de seu formato semelhante a uma pimenta e um raio no centro.
- O filme From Here to Eternity se aplica, entre outras coisas do ataque ao Havaí e da defesa da praia pela infantaria.
- O filme de comédia Trovão Tropical tem esse nome por causa do apelido da unidade.